# 方滨生
方滨生（1913年—），中国书画家，四川大足人，生前是四川省文史研究馆馆员、全国书协会员、四川省书协前常理、成都市书协顾问、北京文化部中国书法艺术研究院特聘书画家。
他于1949年前考入四川省银行，工作十六年，撰有四川经济专书二种，后任主任、经理等职。1949年后改业入成都市美术公司，一直负责门市部工作。任务中，又与省文诗书画名家刘孟伉、陈子庄、伍瘦梅、赵蕴玉等时有联系，后转成都武候祠博物馆，与省内外诗书画家接触甚多。
他一生致力于诗书画，深能自信，自学有成。书法方面，研习泰山經石峪隽刻的《金刚经》凡五十年，融会贯通，自成一体。
张大千生前在台湾见方滨生书作，瑰奇豪放，曾作长跋：“泰山经石峪，为历来榜书第一。五十年前，予往游泰山，居斗母宫逾月，去石峪约二十里（据方老解说，大千先生有误，实则六七里尔）。予率拓手监拓之，得千四十余字，坊间所售，才九百余字，惜未能以自随也（据方老解说，即未能带走）。今观滨生书家法挥，至佩其功力之深，神化入微，前尘历历，犹如石峪循行，留连不忍离去时心情也。”
北京《光明日报》、香港《商报》、《深圳特区报》、《文汇报》、旧金山《中国日报》等，曾载文评誉或发表他的作品。南京雨花台、长江赤壁、黄河、开封、泰山、屈元陵、黄帝陵等碑林，均有其墨宝。《中国当代艺术家名人录》、《中国文艺家传集》等20余种书，均录载其事迹。
方滨生还先后三次出版书法集：《方滨生字贴书唐人咏诸葛亮诗》、《仿古碑体字帖》、《方滨生墨迹咸阳怀古秦俑赋感自书诗》。同时还有诗集《滨生呤草》、《书道弘旨》等书。